# Сантовка
Сантовка (словац. Santovka) — село, громада округу Левіце, Нітранський край. Кадастрова площа громади — 17.87 км².
Населення 625 осіб (станом на 31 грудня 2018 року).

## Історія
Сантовка згадується 1157 року.

## Населення
| Рік:            | 1994. | 2004.   | 2014.    | 2024.   |
| --------------- | ----- | ------- | -------- | ------- |
| Кількість осіб: | 904   | 837     | 699      | 655     |
| Різниця:        |       | -7,41 % | -16,48 % | -6,29 % |

| Рік:            | 2023. | 2024.   |
| --------------- | ----- | ------- |
| Кількість осіб: | 651   | 655     |
| Різниця:        |       | +0,61 % |